# 944 Hidalgo
944 Hidalgo è un asteroide che risiede per la maggior parte del suo tempo nei pressi della fascia principale, ma tuttavia non è classificato come appartenente ad essa, ma come un oggetto inusuale non altrimenti classificabile, né come asteroide e né come centauro.
Fu scoperto da Walter Baade nel 1920 ed è stato calcolato un diametro medio di circa 38 km. Si tratta dell'asteroide della fascia principale caratterizzato dal più lungo periodo orbitale (13,77 anni).

## Storia
Hidalgo fu scoperto dall'astronomo tedesco Walter Baade il 31 ottobre 1920 dall'Osservatorio di Bergedorf, presso Amburgo. Il 10 settembre precedente una delegazione di astronomi tedeschi, in occasione di un'eclissi totale di sole occorsa in Messico, era stata ricevuta dal presidente del Paese; l'asteroide venne così battezzato in onore dell'eroe rivoluzionario messicano Miguel Hidalgo y Costilla, considerato il fautore della Guerra d'indipendenza del Messico.

## Parametri orbitali
L'elevata eccentricità orbitale di Hidalgo lo porta, al perielio (1,95 UA), a rasentare i confini interni della fascia principale, mentre all'afelio (9,54 UA) l'asteroide raggiunge addirittura l'orbita di Saturno. Si tratta di caratteristiche peculiari per un asteroide, ma analoghe ai parametri orbitali delle comete della famiglia Saturno; alcuni astronomi hanno quindi avanzato l'idea che Hidalgo sia in verità un antico nucleo cometario.
Si ritiene che la forte inclinazione dell'orbita dell'asteroide sia il risultato di un incontro ravvicinato con Giove occorso nel passato.

## Curiosità
Nella serie a fumetti Disney PK, qui è stata immaginata l'ubicazione del quartier generale degli alieni Evroniani, i principali antagonisti del protagonista.